# Corrispondente
Il corrispondente è un giornalista che lavora stabilmente in una città diversa da quella in cui ha sede la redazione centrale (o le redazioni decentrate) di una testata giornalistica.
Spesso il corrispondente viene confuso con l'inviato: entrambi, infatti, trasmettono notizie da città diverse da quelle in cui ha sede il giornale, ma il secondo riceve l'incarico, nominalmente temporaneo, dal direttore responsabile. L'inviato, inoltre, è un redattore, mentre il corrispondente non lo è con le dovute eccezioni stabilite dal Contratto dei giornalisti (vedi infra).

## Gli uffici di corrispondenza
Il corrispondente lavora in genere in una sede chiamata ufficio di corrispondenza. Secondo il contratto nazionale dei giornalisti FNSI-FIEG, gli uffici di corrispondenza sono le sedi - istituite in una città diversa da quella che ospita la redazione centrale della testata - nelle quali si raccolgono e vengono coordinati gli elementi forniti da corrispondenti e informatori, che poi vengono trasmessi alla redazione stessa. A differenza delle redazioni decentrate, a loro volta presenti in città diverse da quella che ospita la sede centrale, gli uffici di corrispondenza non prendono parte al lavoro di impaginazione delle notizie, che comprende anche la titolazione e, nel caso di quotidiani e periodici, la preparazione del menabò. Uffici di corrispondenza e redazioni decentrate, resi più importanti nella struttura interna degli organi d'informazione dalla nascita, avvenuta in particolare negli ultimi decenni del XX secolo, di numerose testate locali e di diversi dorsi locali di quotidiani nazionali, sono però comunque sottoposti all'autorità del direttore responsabile, all'organizzazione del lavoro da questi definita e alla linea editoriale.

## Il corrispondente in Italia
La figura professionale del corrispondente non redattore viene definita in Italia dall'articolo 12 del contratto nazionale dei giornalisti FNSI-FIEG, che individua retribuzioni diverse in funzione della popolazione della città dalla quale vengono trasmesse le notizie e a seconda che queste siano o meno capoluoghi di provincia o di Regione. Il contratto nazionale dei giornalisti FNSI-FIEG, inoltre, prevede retribuzioni maggiorate per i corrispondenti da Milano, Napoli e Palermo.

## Il redattore corrispondente
Non bisogna, in proposito, confondere il corrispondente semplice di cui all'art. 12 del contratto, il quale non è legato in modo organico al datore di lavoro, con il corrispondente da capitali estere e da New York e così pure con il corrispondente da capoluoghi di provincia, ai quali invece compete la qualifica di redattore come stabilisce l'art. 5 del contratto di categoria.
In proposito perché il corrispondente da capoluogo sia un redattore occorrono alcune condizioni. In primo luogo deve essere un giornalista professionista e non un pubblicista e questa è una condizione assoluta. Inoltre il corrispondente da capoluogo di provincia sfornito di redazione decentrata ha diritto alla qualifica di redattore se è tenuto a fornire in modo continuativo, oltre a notizie di cronaca locale, notizie di rilievo nazionale o estero da lui elaborate. Anche la giurisprudenza della Suprema Corte di Cassazione ha chiarito tali caratteri distintivi del redattore corrispondente.

### La retribuzione
Più nel dettaglio, il contratto nazionale dei giornalisti FNSI-FIEG prevede quattro fasce di retribuzione per i corrispondenti non redattori:
1. corrispondenti da Milano, Napoli e Palermo;
2. corrispondenti dai capoluoghi delle altre regioni;
3. corrispondenti dagli altri capoluoghi di provincia;
4. corrispondenti dai centri con almeno 30 000 abitanti.[6]

Per le città con più di 50 000 abitanti, inoltre, è prevista una retribuzione maggiore del 25% rispetto a quelle previste per la quarta fascia. I corrispondenti da città con meno di 30 000 abitanti, invece, vengono pagati in funzione del numero di articoli o servizi televisivi o radiofonici realizzati.

### La retribuzione dei redattori corrispondenti
Diverso è ovviamente il criterio di calcolo della retribuzione dei corrispondenti di cui all'art. 5 del contratto dei giornalisti, i quali, come si è visto, hanno diritto a pieno titolo alla qualifica di redattori e alla corrispondente retribuzione che differisce pertanto in modo sostanziale da quella dei corrispondenti semplici di cui all'art. 12 del contratto. La misura dei minimi di stipendio dei redattori è stabilita dall'Allegato A del contratto dei giornalisti.

### I corrispondenti dall'estero
Completamente diversa è la fattispecie dei corrispondenti dall'estero, definita dall'articolo 11 del contratto nazionale dei giornalisti FNSI-FIEG. Al corrispondente dall'estero la testata affida, oltre alla trasmissione di notizie da un determinato Paese, anche l'interpretazione delle vicende politiche internazionali. Il contratto nazionale dei giornalisti FNSI-FIEG attribuisce ai corrispondenti da Berlino, Bonn, Bruxelles, Ginevra, Londra, Mosca, New York, Parigi, Pechino, Tokyo e Washington la qualifica di capo servizio. L'incarico di corrispondente dall'estero - e in particolare, durante la guerra fredda, da città come Mosca o Washington - è spesso stato visto come un punto di partenza verso la nomina a direttore responsabile.